# District de Saihaku
Le district de Saihaku (西伯郡, Saihaku-gun) est un district situé dans la préfecture de Tottori, au Japon.

## Géographie

### Divisions administratives
Le district de Saihaku est constitué des trois bourgs de Daisen, Hōki et Nanbu et du village de Hiezu.